# Giovanni Battista Sacchetti
Giovanni Battista Sacchetti (ur. 1690 w Turynie, zm. 1764 w Rzymie) – włoski architekt barokowy tworzący w Hiszpanii.
Był uczniem Filippa Juvary, przybył do Hiszpanii w 1736 roku żeby pracować przy konstrukcji Królewskiego Pałacu w La Granja de San Ildefonso. Po śmierci swojego nauczyciela został zaproszony na dwór przez Filipa V, aby pomóc przy budowie Królewskiego Pałacu w Madrycie. Był dyrektorem Królewskiej Akademii Sztuk Pięknych św. Ferdynanda w Madrycie.